# Siemens Sicat SX
Siemens Sicat SX er en køreledningstype udviklet af Siemens AG. Den adskiller sig fra traditionelle systemer ved, at der er op til 110 meter mellem ledningsmasterne, hvor maksimallængden i Danmark er normalt 60 meter (dog 70 meter på Sønderborgbanen).
Idet længden mellem masterne er længere, samt ved, at den indeholder færre komponenter, hævder Siemens, at deres Sicat SX er billigere at opsætte, end de traditionelle konkurrerende køreledningstyper.
Som et led i Elektrificeringsprogrammet valgte Banedanmark Sicat SX som køreledningstype i forbindelse med elektrificeringen af Lunderskov-Esbjerg-banen og København-Køge-Ringsted-banen.

## Kritik
Efter gentagende tilfælde af nedfaldende køreledninger på Lunderskov-Esbjerg-banen, valgte Banedanmark den 9. maj 2018 midlertidigt at indstille togtrafikken på strækningen.
Kort tid efter oplyste Banedanmark, at enkelte defekte tovhjul var årsagen til problemet og, at 320 defekte tovhjul, samt 160 lodstyr skulle udskiftes. Indtil udskiftningen blev færdiggjort, blev strækningen derfor kun betjent af dieseldrevne lokomotiver og togsæt.
Foruden den danske strækning, er køreledningssystemet kun afprøvet på en 4 kilometer enkeltsporet jernbane i Ungarn, hvilket har affødt politisk kritik af Banedanmark, da de tidligere erfaringer med andre specialprojekter på jernbanen som IC4-sagen ikke har været tilfredsstillende. 
Den 13. august 2018 blev driften normaliseret på Lunderskov-Esbjerg-banen, efter teknikere fra Siemens og Aarsleff færdiggjorde udskiftningen af 309 styk af de fejlramte tovhjul.